# Pablo Amo
Pablo Amo Aguado (Madrid, 1978. január 15. –) spanyol labdarúgó. Jelenleg a spanyol labdarúgó-bajnokság első osztályában játszó Real Zaragoza hátvédje.

## Labdarúgó pályafutása
Amo a Sporting de Gijón klubnál kezdte labdarúgó pályafutását, az asztúriai csapattal három szezonon át játszott a Spanyol labdarúgó-bajnokság másodosztályában. Miután a 2002–2003-as szezonra csatlakozott a Deportivo de La Coruña-hoz, egészen a 2007–2008-as szezonig nem vétette észre magát (időközben két alkalommal is kölcsönadták), amikor is kitűnt játékával a Miguel Ángel Lotina kapitány által szervezett ötfős  védelemben.
2008. január 13-án, amikor három év után először játszott a Deportívo csapatában, sikerült gólt szereznie, ám a Villarreal CF elleni 3–4 arányban elvesztett mérkőzésen ki is állították. Három hónappal később az FC Barcelona elleni, hazai pályán 2–0-ra megnyert mérkőzésen szintén gólt szerzett. A 2008–2009-es szezont achilles-ín sérüléssel bajlódva a pálya szélén töltötte.
2009. augusztus 3-án nem került be a Deportivo keretébe, elbocsátották, ezt követően két évre a Real Zaragoza klubhoz szerződött.